# Mistrzostwa Afryki U-19 w Piłce Ręcznej Kobiet 1986
Mistrzostwa Afryki U-19 w Piłce Ręcznej Kobiet 1986 – czwarte mistrzostwa Afryki U-19 w piłce ręcznej kobiet, oficjalny międzynarodowy turniej piłki ręcznej o randze mistrzostw kontynentu organizowany przez CAHB mający na celu wyłonienie najlepszej złożonej z zawodników do lat dziewiętnastu żeńskiej reprezentacji narodowej w Afryce. Odbył się wraz z mistrzostwami U-20 mężczyzn w 1986 roku w Algierze. Tytułu zdobytego w 1984 roku broniła reprezentacja Wybrzeża Kości Słoniowej. Mistrzostwa były jednocześnie eliminacjami do MŚ 1987.

## Klasyfikacja końcowa
| Miejsce | Reprezentacja | Uwagi          |
| ------- | ------------- | -------------- |
| złoto   | Nigeria U-19  | awans: MŚ 1987 |
| srebro  | Algieria U-19 | –              |
| brąz    | Angola U-19   | –              |